# Kure

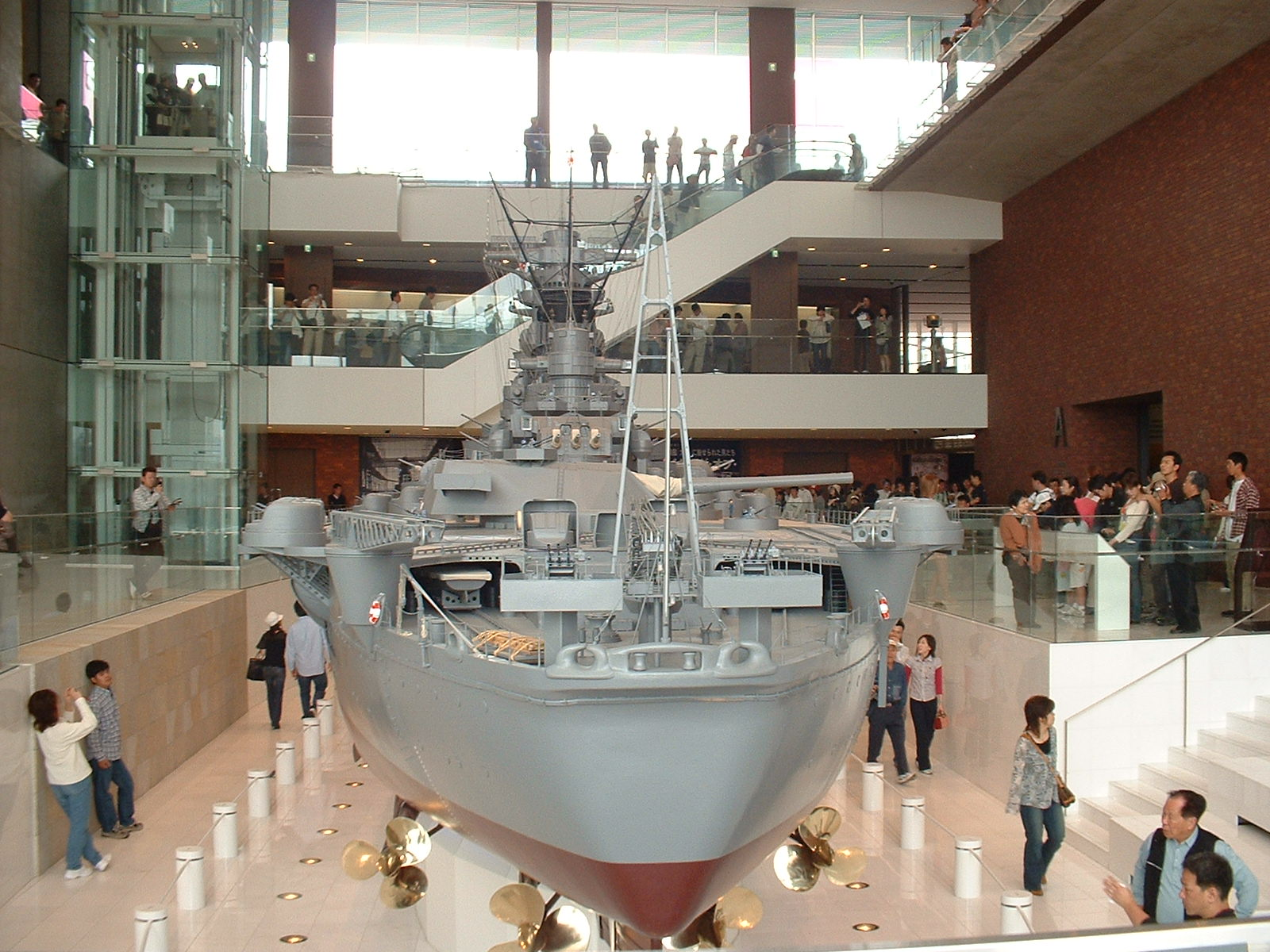
Yamatomuseum in Kure

Kure (Japans: 呉市, Kure-shi) is de op twee na grootste stad in de prefectuur Hiroshima, in Japan. Op 1 maart 2008 had de stad 245.531 inwoners. De bevolkingsdichtheid bedroeg toen 694 inw./km². De oppervlakte van de stad is 353,74 km².

## Geschiedenis
- De stad was voor de Tweede Wereldoorlog de belangrijkste marinebasis en is meerdere malen gebombardeerd. In deze stad werd ook het grootste slagschip ter wereld gebouwd, de Yamato.
- Op 1 november 2000 kreeg Kure het statuut van speciale stad.
- Op 1 april 2004 werd de gemeente Kawajiri van het District Toyota door de stad Kure geannexeerd
- Op 20 maart 2005 werden de gemeenten Ondo, Kurahashi en Kamagari van het District Aki en de gemeenten Yasuura, Toyohama en Yutaka van het District Toyota aangehecht door Kure.

## Museum
- Kure Maritiemmuseum